# ساچیکو فوجیتا
ساچیکو فوجیتا (ژاپنی: 藤田 幸子؛ زادهٔ ۹ ژانویهٔ ۱۹۶۸) بازیکن والیبال سالنی و بازیکن والیبال ساحلی اهل ژاپن است.